# 김용식 (성우)
김용식(金容植, 1947년 5월 11일 ~ )은 대한민국의 성우로, 1964년에 대전에서 활동을 시작, 1967년 한국방송 성우극회 공채 9기 성우로 입사했다. 이후 1972년 문화방송 성우극회 공채 5기로 입사했다.

## 학력
- 경희대학교 대학원에서 박사 학위를 받았다.

## 출연작품
굵은 글씨는 메인 캐릭터.

### 애니메이션
- 들장미 소녀 캔디 (MBC) - 스테아
- 그로이저X (MBC) - 학돌이
- 은하철도 999 (MBC) - 내레이션
- 천년여왕 (MBC) - 소장 / 해설
- 메칸더V (MBC) - 철이 / 나레이션
- 검용전설 야이바 (SBS) - 유도부주장
- 캡틴 테일러 (SBS) - 하이넬제독 / 더그제독
- 마스터 키튼 (투니버스)
- 미래소년 코난 (MBC) - 레프카
- 선계전 봉신연의 (투니버스) - 희창 / 나레이터
- 바람계곡의 나우시카 (MOVIE) - 질
- 우주인 뱀파이어 (VIDEO) - 뱀파이어 헌터 D
- 은하순찰대 (MBC)
- 우주보안관 장고 (MBC)
- 팬텀 2040 (MBC) - 거렌
- 피그마리오 (MBC)
- 철인 28호 FX (MBC) - 해설 / 아버지
- 독고탁의 비둘기 합창 (MBC)
- 아깨비의 과학여행 (KBS) - 쟝고
- 아기공룡 덴버 (SBS)
- 스피릿 (SBS) - 대령
- 그레이트 마징가 (KBS)
- 슈퍼 차일드 (KBS) - 주독이(코끼리 모습) / 시장
- 하얀 낙타 (SBS) - 크트루 대신
- 우주탐사 2100년 (MBC) - 스바루
- 소년 코나의 모험 (MBC)
- 배너의 모험 (MBC)
- 소공녀 세라 (MBC) - 카마이클
- 시골소녀 폴리아나 (MBC)
- 키다리 아저씨 (MBC)
- 목장의 소녀 캐트리 (MBC)
- 고바리안 (MBC) - 한스 슐츠
- 무적의 실버호크 (MBC)
- 마르코 폴로의 모험 (MBC) - 해설
- 장독대 (MBC)
- 우주용사 다이노서 (MBC)
- 말괄량이 뱁스 (MBC) - 쿠퍼 드빌 감독
- 오로라공주와 손오공 (MBC) - 사오정
- 감바의 모험 (MBC) - 족장
- 우주전사 마르스 (MBC)
- 마이티 마우스 (MBC)
- 우주탐사대 (투니버스)
- 바라타크 (VIDEO) - 용기
- 캡틴 퓨처 (VIDEO) - 해설 / 사이먼 교수
- 나루토 (투니버스) - 지로쵸
- 몬스터 (투니버스) - 엘르노
- 백조공주 (MOVIE) - 윌리엄 왕
- 무적의 탱크 태무진 (MBC)
- 그림명작동화 (MBC)
- 헬로 카봇 유니버스 (SBS) - 다크
- 아깨비의 과학여행 (KBS) - 거인

### 영화
- 나이아가라 연쇄 살인사건 (MBC) - 해넌(로이 샤이더)
- 프렌지 (MBC) - 러스크 (배리 포스터)
- 비버리 힐스 캅 (MBC) - 빅터(스티븐 버코프)
- 러시아워 3 (SBS) - 다이엘 반장 (필립 베이커 홀) / 유 스승(구형리)
- 토탈 리콜 (SBS)
- 언더월드 (MBC) - 빅토르 (빌 나이)
- 12몽키즈 (SBS) - 의장, 환자2, 목소리, 거지
- 사랑의 묘약 (SBS)
- 삼손과 데릴라 (MBC)
- 진주만 (SBS) - 루즈벨트 (존 보이트)
- 장미의 이름 (SBS)
- 발렌타인 데이 (SBS)
- 미스틱 리버 (SBS) - 부검의(톰 켐프)
- 사랑할 때 버려야 할 아까운 것들 (SBS) - 데이브(폴 마이클 글레이서)
- 샤베르대령 (SBS)
- 딥 스타 식스(SBS) - 반겔더(마리어스 웨이어스)
- 턱시도 (SBS) - 부국장(밥 밸러밴)
- 라스트 사무라이 (SBS) - 미국 대사(스콧 윌슨)
- 최종 분석 (SBS) - 로웬 톰 (로버트 하퍼)
- 에어 아메리카 (SBS) - 대븐포드 (레인 스미스)
- 칠 팩터 (SBS) - 파파스 보안관 (짐 그림쇼)
- 빅 (SBS) - 폴 (존 허드)
- 러시아워 2 (SBS) - 스탈링(해리스 율린)
- 앱솔루트 파워 (SBS) - 대통령 (진 해크만)
- 지 아이 제인 (SBS)
- 까미유 클로델 (SBS) - 블롯
- 프릭스 (SBS) - 피트 월리스 (릭 오버튼)
- 선택 (SBS) - 로렌스 마이릭 (진 해크만)
- 리플레이스먼트 (SBS) - 지미 맥긴티 (진 해크만)
- 도망자 (SBS) - 월터 가히리(딕 쿠삭) / 베넷 판사(앤디 로마노)
- 유니버셜 솔져 2 (SBS)
- 크림슨 타이드 (SBS) - 램지 함장 (진 해크만)
- 조슈아 트리 (SBS) - 세페다(제프리 루이스)
- 하프 어 챈스 (SBS) - 르두아얭 (미셸 오몽)
- 리틀 부다 (SBS) - 왕(루드라프라사드 센굽타)
- 스크림3 (SBS) - 존 밀튼 (랜스 헨릭슨)
- 이연걸의 소림오조 (SBS) - 마대인(진송용) / 총교주(정소추)
- 키스 더 걸 (SBS) - 햇필드
- 리틀 니키 (SBS) - 지미
- 도검소 (SBS) - 신도
- 폴리스 스토리 (SBS) - 구탐(초원)
  - 폴리스 스토리 2 (SBS) - 구탐(초원)
- U-571 (SBS) - 기관장 (하비 카에텔)
- 살인 표적 (SBS) - 잭
- 소피아 로렌의 아름다운 인생 (SBS)
- 형사 니코 (SBS)
- 화성침공 (SBS)
- 다이하드 2 (SBS) - 레슬리 반즈(아트 에반스) / 죄수 비행기 조종사
- 도망자 (MBC)
- 터미네이터2 (MBC) - 실버만 (얼 보엔)
- 사관과 신사 (MBC)
- 대진제국 (MBC) - 공숙좌
- 프로젝트 B (MBC) - 일본 영사관(오리하라 구니히로)
- 포 페더스 (MBC)
- 80일간의 세계일주 (MBC) - 필리어스 포그 (데이비드 니븐)
- 80일간의 세계일주 (MBC) - 픽스 경사 (이완 브렘너)
- 007 네버 다이 (MBC) - Q(데스몬드 르웰린)
- 마스크 오브 조로 (MBC) - 몬테로 (스튜어트 윌슨)
- D-13 (MBC)
- 위트니스 (MBC) - 셰퍼 시장
- 닥터 두리틀 (MBC) - 켈러웨이 (피터 보일)
- 굿 나잇 앤 굿 럭 (MBC) - 시그 멕켈슨 (제프 다니엘스) / 위원장 외
- 알렉산더 (MBC) - 필리포스 (발 킬머)
- 투모로우 (MBC) - 부통령 (케네스 웰쉬)
- 고스포드 파크 (MBC) - 제닝스 (앨런 베이츠)
- 스트레이트 슈터 (MBC) - 번트
- 윈스턴 처칠의 젊은 시절 (MBC) - 랜돌프 처칠
- 라이징 선 (MBC) - 그레이엄
- 위험한 증언 (MBC) - 길 (폴 소비노)
- 폭풍의 질주 (MBC) - 해리 (로버트 듀발)
- 아이언 이글 (MBC) - 국방장관
- 폴리스 스토리3 (MBC) - 서장
- 엔트랩먼트 (MBC) - 콘래드 (모리 샤이킨)
- 미션 임파서블 2 (MBC) - 스탬프 (리차드 록스버그)
- 빅 대디 (MBC) - 서니의 아버지(조쉬 모스텔)
- 패밀리 맨 (MBC) - 라씨터 (조세프 소머)
- 예카테리나 대제 (MBC) - 라주모프스키 (오마 샤리프)
- 스타워즈 에피소드4 (MBC) - 내레이션 / 오비완 케노비(벤 케노비) (알렉 기네스)
  - 스타워즈 에피소드5 (MBC) - 내레이션 / 오비완 케노비(벤 케노비) (알렉 기네스)
  - 스타워즈 에피소드6 (MBC) - 내레이션 / 오비완 케노비(벤 케노비) (알렉 기네스)
- 베이사이드의 얄개들 (SBS) - 벨딩 교장
- 포트리스 2 (MBC) - 맥스
- 부라보 투 제로 (MBC) - 딩거
- 환생 (MBC) - 매드슨 (데릭 제이코비)
- 피아노 (MBC) - 베인즈 (하비 케이틀)
- 긴급명령 (MBC)
- 룰스 오브 인게이지먼트 (MBC)
- 포레스트 검프 (MBC)
- 로빈 후드: 도둑들의 왕자 (MBC) - 던컨(월터 스패로우)
- 애정의 조건 2 (MBC)
- 프랑켄슈타인 (MBC)
- 고스트 앤 다크니스 (MBC)
- 집념의 추적자 (KBS)
- 어비스 (MBC)
- 머더 바이 넘버 (SBS) - 코디 반장 (R.D. 콜)
- 슬립 허, 쉬즈 프렌치 (MBC) - 아놀드 / 아니 그래디 (브랜든 스미스)
- 적벽대전2 (MBC) - 해설 / 조홍 (왕휘) 외
- 에너미 오브 스테이트 (SBS) - 브릴 (진 해크먼)
- 스내치 (MBC) - 더그 (마이크 라이드)
- 케이트 & 레오폴드 (SBS) - 밀라드 숙부 (팩스턴 휘트헤드) / 게이슬러 (스팰딩 그레이)
- 7일간의 사랑 (SBS)
- 네버 엔딩 스토리2 (MBC)
- 복제인간의 제국 (MBC)
- 마스터 앤드 커맨더: 위대한 정복자 (MBC) - 앨런(로버트 퍼그)
- 아이 스파이 (MBC)
- 붉은 수수밭 (MBC)
- 토이즈 (MBC)
- 정복자 펠레 (MBC) - 집주인(악셀 스트뢰뷔)
- 스타키드 (MBC)
- 모험왕 (MBC)
- 파고 (MBC)
- 에디 (MBC)
- 딥 임팩트 (MBC) - 스튜어트 켈리 (브루스 웨이츠)
- 브룩 쉴즈의 사하라 (MBC)
- 블루 데블 (MBC)
- 퀘스트 (MBC)
- 버티칼 리미트 (MBC) - 로이스(스튜어트 윌슨), 애드(에드 비에스터스)
- 패트리어트 (MBC)
- 공포의 바다 (MBC)
- 동방삼협 (SBS)
- 창공의 여왕 (MBC)
- 알리 (MBC)
- 슬리핑 딕셔너리 (SBS) - 헨리 (밥 호스킨스)
- 위험한 정사 (MBC)
- 파워 오브 원 (MBC) - 마레이 교수(마리어스 웨이어즈)
- 비벌리힐즈의 아이들 (MBC) - 짐
- 어댑테이션 (MBC)
- 슈퍼맨3 (SBS)
- 독고구검 (MBC)
- 로스트 인 스페이스 (MBC)
- 고질라 (MBC)
- 아스테릭스 2: 미션 클레오파트라 (MBC) - 말로콥스(장 벵귀)
- 옹박 - 두 번째 미션 (MBC) - 캄 아버지 (소톰 룽루아엥) / 꿍 외
- 마지막 보이스카웃 (SBS) - 켈시(첼시 로스)
- 단테스 피크 (SBS) - 폴 (찰스 할러한)
- 콩고 (MBC) - 트래비스 (조 돈 베이커)
- 패트리어트 게임 (MBC)
- 공군대전략 (MBC)
- 007 살인면허 (MBC) - 웨이드(조 돈 베이커) / 영국군 장성(제프리 파머)
- 007 유어 아이스 온리 (MBC) - Q(데즈먼드 루엘린) / 해군 참모 총장(그레이엄 크로우덴)
- 종착역 (MBC)
- 나이트워치 (MBC)
- 화이널 카운트 (MBC) - 대통령 (짐 맥멀런)
- 콜드 하트 (MBC) - 마이크 (존 스펜서)
- 록 스탁 앤 투 스모킹 배럴즈 (MBC) - 해리 (P.H. 모리어티)
- 인디아나 존스: 최후의 성전 (MBC) - 도노반 (줄리안 글로버)
- 롱키스 굿나잇 (MBC) - 퍼킨스 (패트릭 말라하이드)
- 대부 (90년 더빙판/MBC) - 톰 헤이건 (로버트 듀발)
- 타워링 (MBC) - 더그 로버츠 (폴 뉴먼)
- 탱크걸 (MBC) - 케슬리 (말콤 맥도웰)
- 스타트렉 7 (MBC) - 닥터 소란 (말콤 맥도웰)
- 성난 눈동자 (MBC) - 록우드 대통령 (조지 그리자드)
- 아이큐 (MBC) - 네이단(조셉 마허)
- 석양의 건맨 (MBC) - 인디오(잔 마리아 볼론테)
- 에이틴 어게인 (SBS) - 아놀드(토니 로버츠)
- 천룡팔부 (SBS) - 소요자(가양왕)
- 스나이퍼 (MBC) - 국가안전보장회의 의장(게리 스완슨)
- 써든 데스 (MBC) - 경비원(잭 스켈리)
- 돌아온 링고 (MBC) - 파코(조지 마틴)
- 비틀쥬스 (MBC) - 오토(글렌 셰딕스)
- 로미오와 줄리엣 (MBC) - 벤볼리오(브루스 로빈슨)
- 형사 스타크 (MBC) - 드레이퍼(아서 로젠버그)
- 언제나 마음은 태양 (MBC) - 시장 상인(프레드 그리피스)
- 미스테리 데이트 (SBS) - 톰과 크레이그의 아버지(테리 데이빗 멀리건)
- 중화영웅 (MBC) - 화영웅의 아버지(황지웅)
- 개 같은 내 인생 (MBC) - 상드베르그(리프 에릭슨)
- 레비아탄 (MBC) - 캅(헥터 엘리존도)
- 카산드라 크로싱 (SBS) - 체임벌린(리처드 해리스)
- 크미치스 (MBC) - 볼로디요프스키(타데우즈 롬니키)
- 리썰 웨폰 2(MBC) - 머피 과장(스티브 카핸)

### 외화
- 존 그리섬의 의뢰인 (MBC) - 버넌
- 말괄량이 마법학교 (SBS) - 카스피안
- 베이사이드 얄개들 2 (SBS) - 벨링 교장
- 칠협오의 (SBS) - 서경
- 위대한 영웅 (MBC) - 빌
- 컴퓨터 인간 맥스 (MBC) - 매트 플레어
- CSI 마이애미 (MBC) - 스코트 오셰이 (에드 비글리 주니어)
- 하버드 대학의 공부벌레들 (MBC) - 윌리스 벨 (크레이그 리차드 넬슨)
- 애증의 세월 신즈 (MBC) - 에릭(진 켈리)
- 아카풀코 해변수사대 (SBS) - 스미스 (존 버논)

### 방송
- 전설의 고향 (KBS) - 해설
- 명곡의 고향 (MBC)
- 명화의 고향 (MBC)
- 인사이드 - 탈레바니스탄편(NGC) - 해설
- 히틀러의 최첨단 전함의 최후(NGC) - 해설
- 항공사고수사대(NGC) - 해설
- 라이온 맨 - 위기의 사자왕국(NGC) - 해설
- 사자 왕국, 세렝게티(NGC) - 해설
- 사자와 마사이족 전사들(NGC) - 해설
- 타이거 맨(NGC) - 해설
- 108가요 (불교방송) - DJ
- MBC 뉴스데스크 (MBC)
- VJ특공대 (KBS)

### 광고
- 동양맥주 (OB맥주)
- 공익광고협의회 (추적)

### 기타
- 만화열전-열혈강호 (MBC) - 천마신군(라디오 드라마 출연)
- 한국경제 오디세이 (MBC) (라디오 드라마 출연)
- 대장금 (MBC) - 대사헌(배우로 출연)

## 같이 보기
- 문화방송 성우극회